# Raudfjorden
Raudfjorden is een fjord van het eiland Spitsbergen, dat deel uitmaakt van de Noorse eilandengroep Spitsbergen.
De naam van het fjord betekent rode fjord.

## Geografie
Het fjord is zuid-noord georiënteerd met een lengte van ongeveer 20 kilometer en een breedte van vijf kilometer. Ze mondt in het noorden uit in de Noordelijke IJszee. In het zuiden splitst het fjord zich in twee takken: het oostelijke Klinckowströmfjorden en het westelijke Ayerfjorden.
Ten westen van het fjord ligt het Albert I Land en ten oosten het Haakon VII Land. Op Haakon VII Land ligt de ijskap Biscayarfonna.
Ongeveer vijf kilometer naar het oosten ligt de baai Breibogen.